# Aeropuerto Departamental de Vichadero
El Aeropuerto Departamental de Vichadero (IATA: VCH, OACI: SUVO) es un aeropuerto público que sirve a la ciudad de Vichadero, en Uruguay, situado a 11 km al noreste de la ciudad.
Actualmente opera solamente vuelos domésticos no regulares, exclusivamente bajo reglas de vuelo visual.

## Pista
El aeródromo cuenta con una única pista de aterrizaje, la 05/23, de césped y con 981 metros de largo y 19 de ancho.

## Aerolíneas y destinos

### Destinos nacionales cesados
- PLUNA
  - Melo, Uruguay / Aeropuerto Internacional de Cerro Largo
  - Montevideo, Uruguay / Aeropuerto Internacional de Carrasco
  - Rivera, Uruguay / Aeropuerto Internacional Presidente General Óscar D. Gestido
  - Treinta y Tres, Uruguay / Aeródromo de Treinta y Tres

## Estadísticas
En 2020 no se realizaron vuelos de taxis aéreos.

## Acceso
El acceso al aeropuerto se encuentra entre los kilómetros 395 y 396 de la ruta 6. Se accede a Vichadero recorriendo 9 km por caminería rural hasta la ruta 6, y por ésta al sudoeste. La ciudad cuenta con servicios de taxis.